# ایلیانو
ایلیانو (به ایتالیایی: Igliano) یک کومونه در ایتالیا است که در استان کونیو واقع شده‌است.

## خصوصیات
ایلیانو ۳٫۴ کیلومترمربع مساحت و ۸۰ نفر جمعیت دارد.